# El acompañamiento
El acompañamiento es una película argentina de comedia dramática de 1991 dirigida por Carlos Orgambide y protagonizada por Carlos Carella, Franklin Caicedo, Haydeé Padilla, María Rosa Gallo y Ana María Giunta. El guion fue escrito por Orgambide en colaboración con Bernardo Roitman. Fue filmada en Eastmancolor en 1988, y se estrenó el 23 de mayo de 1991.
El film está basado en la obra teatral homónima de Carlos Gorostiza, la cual fue estrenada en el Teatro Tabarís en 1981, bajo la dirección de Alfredo Zemma, y encabezada también por Carlos Carella en el papel de Tuco, junto a Ulises Dumont en el papel de Sebastián. El acompañamiento fue una de las obras principales —y una de las más emblemáticas— del movimiento artístico y político llamado Teatro Abierto.

## Sinopsis
La historia de Tuco, un cantante aficionado que cree cantar como Carlos Gardel y se encierra en su habitación, aguardando a un grupo de músicos que lo acompañe en un hipotético debut televisivo que estaría a punto de llegar.

## Reparto
- Carlos Carella  como Tuco
- Franklin Caicedo como Sebastián
- Haydeé Padilla  como Francisca, hermana de Tuco
- María Rosa Gallo como Chola
- Ana María Giunta
- Alberto Busaid
- Oscar Viale
- Enrique Liporace
- Mónica Scapparone
- Carlos A. Parrilla como Willy
- Fernando iglesias
- Alicia Aresté
- Enrique Mazza
- María Silvia Varela
- Carlos de Urquiza
- Carmen Renard
- Sebastián Sosa
- Ana Chevalier
- Coni Marino como Invitada a boda  de Chola y Tuco
- Nacho Gadano como invitado a boda de Chola y Tuco

## Premios
En 1992 la película fue galardonada con el Premio Cóndor de Plata al mejor guion adaptado otorgado por la Asociación de Cronistas Cinematográficos de la Argentina. 

## Comentarios/Críticas
Clarín dijo: 

”Aunque nunca trepa a un nivel de enriquecedora imaginación en el tratamiento visual, Orgambide aprovecha esas zonas narrativas para retratar con sensibilidad el paisaje de un barrio humilde, sus cafés, el pequeño quiosco, las calles, el taller.”

Manrupe y Portela escriben sobre la película: 

”…tratada con cierta frialdad, a pesar del buen trabajo del protagonista.”